# Cerveteri
Cerveteri, under antiken kallad Caere, är en stad och kommun i storstadsregionen Rom, innan 2015 provinsen Rom, i regionen Lazio i Italien. Kommunen hade 38 083 invånare (2018) och gränsar till kommunerna Anguillara Sabazia, Bracciano, Fiumicino, Ladispoli, Santa Marinella och Tolfa.
En världsarvslistad etruskisk begravningsplats, Necropoli della Banditaccia, finns i Cerveteri.